# Пугачівка (Дмитрушківська сільська громада)
Пугачі́вка (кол. Кзьондзівка) — село в Україні, в Дмитрушківській сільській громаді Уманського району Черкаської області. Розташоване на правому березі річки Ревуха (притока Ятрані) за 15 км на північний схід від міста Умань та за 9 км від автошляху М05. Населення становить 652 особи.

## Населення

### Мова
Розподіл населення за рідною мовою за даними перепису 2001 року:
| Мова            | Кількість | Відсоток |
| --------------- | --------- | -------- |
| українська      | 622       | 95.40%   |
| російська       | 23        | 3.53%    |
| румунська       | 3         | 0.46%    |
| білоруська      | 2         | 0.31%    |
| гагаузька       | 1         | 0.15%    |
| інші/не вказали | 1         | 0.15%    |
| Усього          | 652       | 100%     |

## Пам'ятка
Церква Св. Трійці для Черкащини є унікальною, оскільки церков подібного плану (тризрубних, триверхих), колись типових для Середньої Наддніпрянщини, тут лишилося всього дві. Власне в Пугачівці та Корнилівці Корсунь-Шевченківського району, однак остання значно спотворена перебудовами під єпархіальний стиль.
Наприкінці 1980-х років церкву було реставровано бригадою Київської реставраційної майстерні за проектом, розробленим Інститутом «Укрзахідпроектреставрація». При реставрації намагалися повернути церкві первісний вигляд.

### Історія
Троїцька церква, 1761 р. У XIX ст. до вівтарного зрубу прибудовані різниця та дияконник, у XX ст. прибудовані боковий вівтар, дзвіниця з'єднана з храмом притвором. Таким чином, спочатку тризрубна триверха церква з окремою дзвіницею перетворена на хрестову в плані із збереженням у новому об'ємі первісної структури.
Побудована з тесаних дубових брусів, з'єднаних замком з одностороннім вирізом без залишку, прибудови складені з пиляних соснових брусів. До квадратного центрального зрубу зі сходу і заходу примикають менші, рівновеликі обсяги, а з півночі і півдня — квадратні, рівні по ширині центрального, але знижені зруби. Початкові зруби мають помітний нахил стін всередину, перекриті квадратними в основі шатровими верхами, що переходять у сліпі вісімки, причому висота зрубу дорівнює висоті верху. Завершено шатри витягнутими головками на вісімках. Карнизи зрубів декоровані різьбленням. Із заходу до церкви примикає квадратна двох'ярусна дзвіниця, типу два вісімки на четвірку, з шатровим верхом, увінчаним луковичною головкою на довгій шиї. Компонування мас споруди відзначене бездоганним пропорційним співвідношенням.
В інтер'єрі зруб бабинця з хорами у західної стіни відкривається в центральний об'єм високої фігурної арки-вирізу. Вітрила нефа і бабинця, а також обрамлення дверей, що вели з вівтаря в дияконник, прикрашені фігурним різьбленням. У ромбоподібному віконному отворі вівтарного зрубу і прямокутних отворах центрального зрубу збереглися ковані фігурні ґрати.

## Галерея

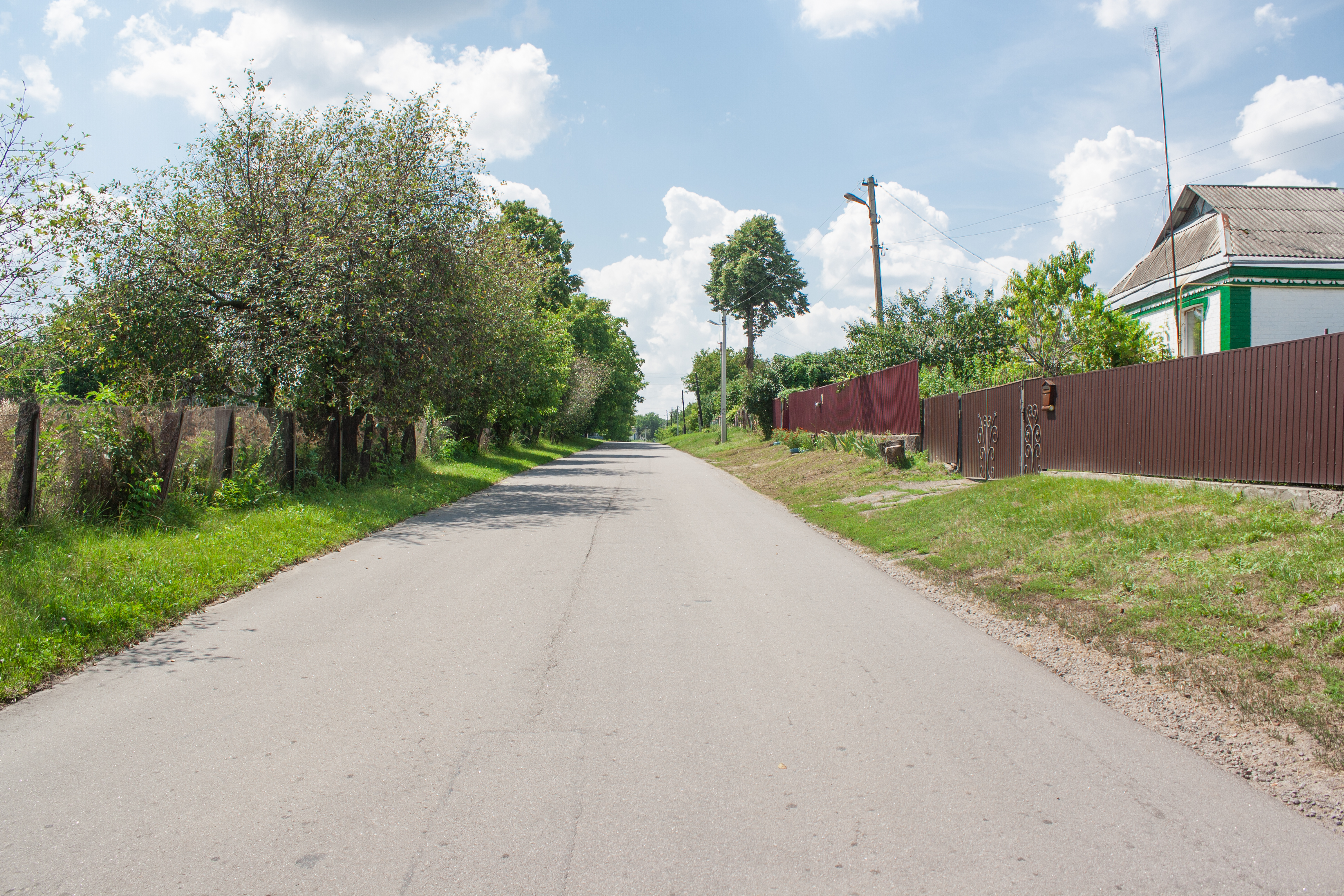
Головна вулиця
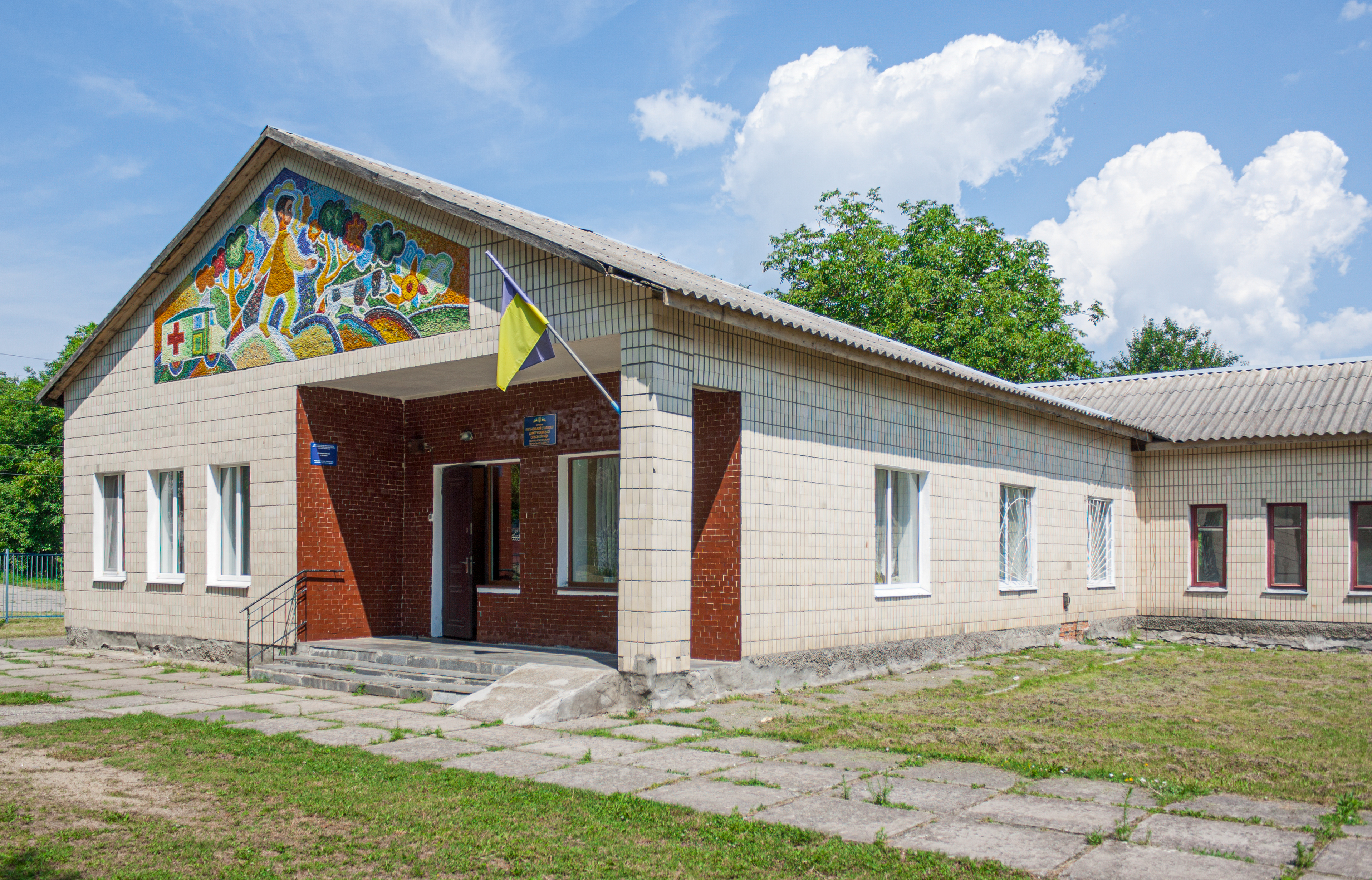
Сільська рада
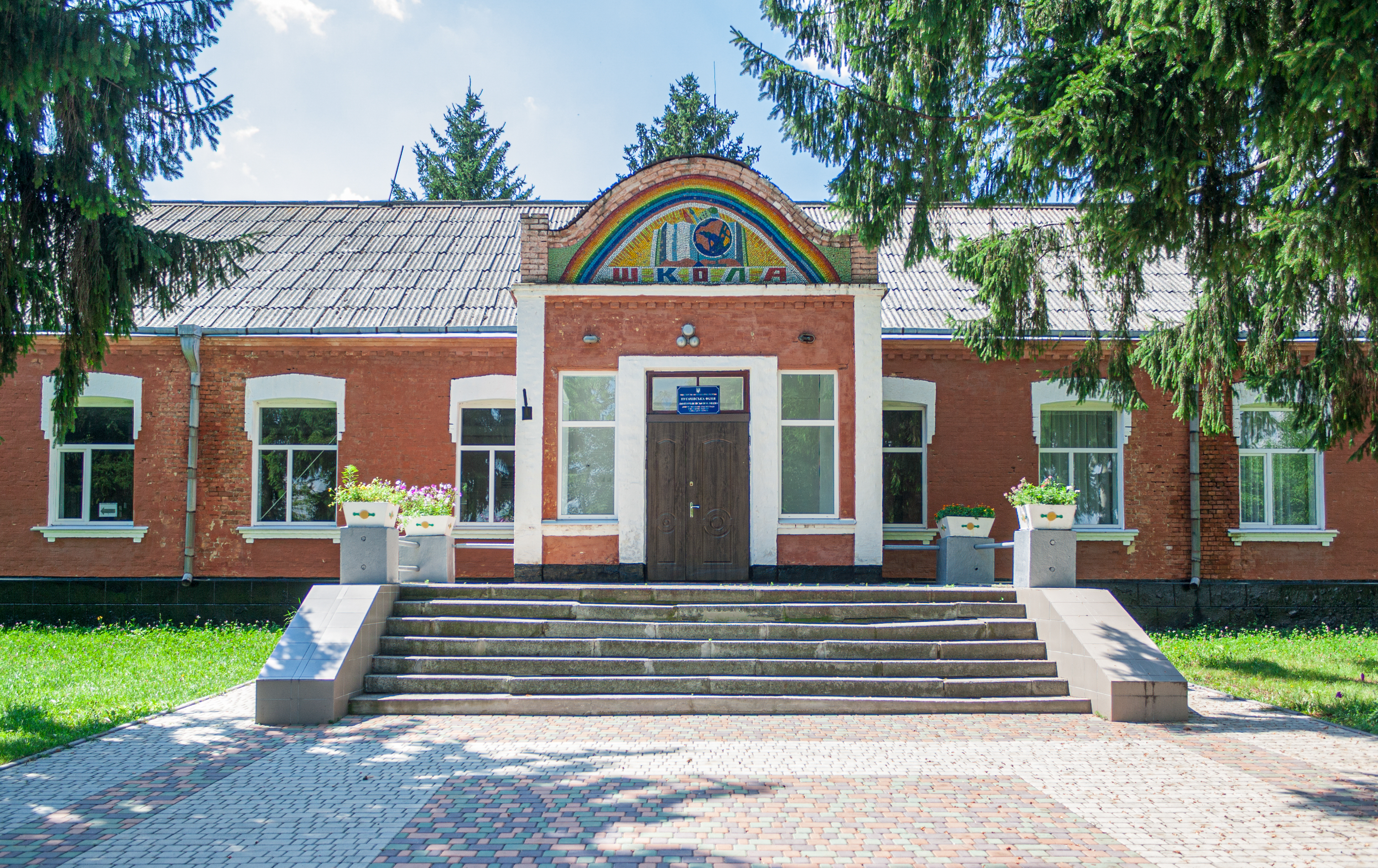
Школа
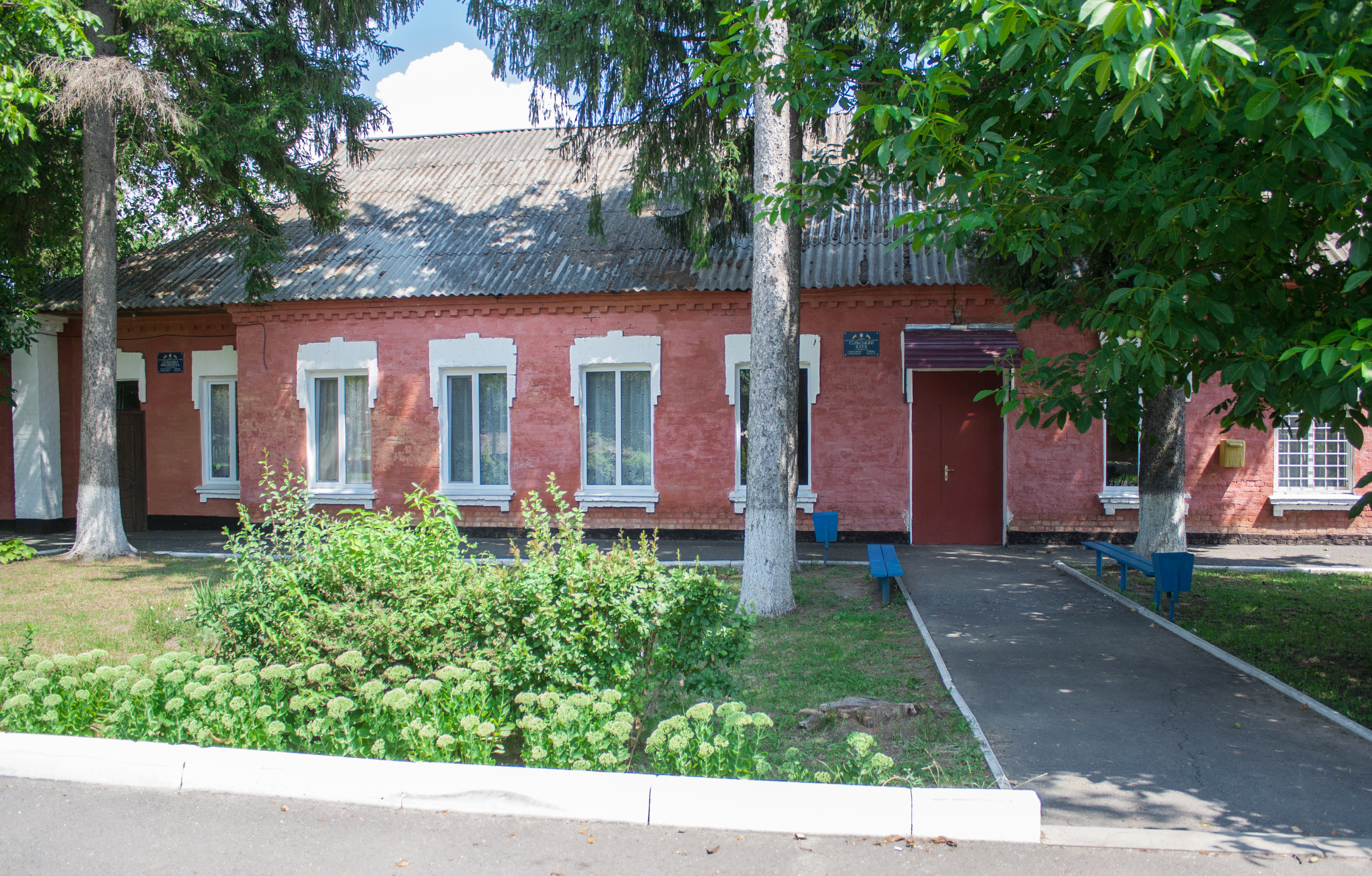
Клуб
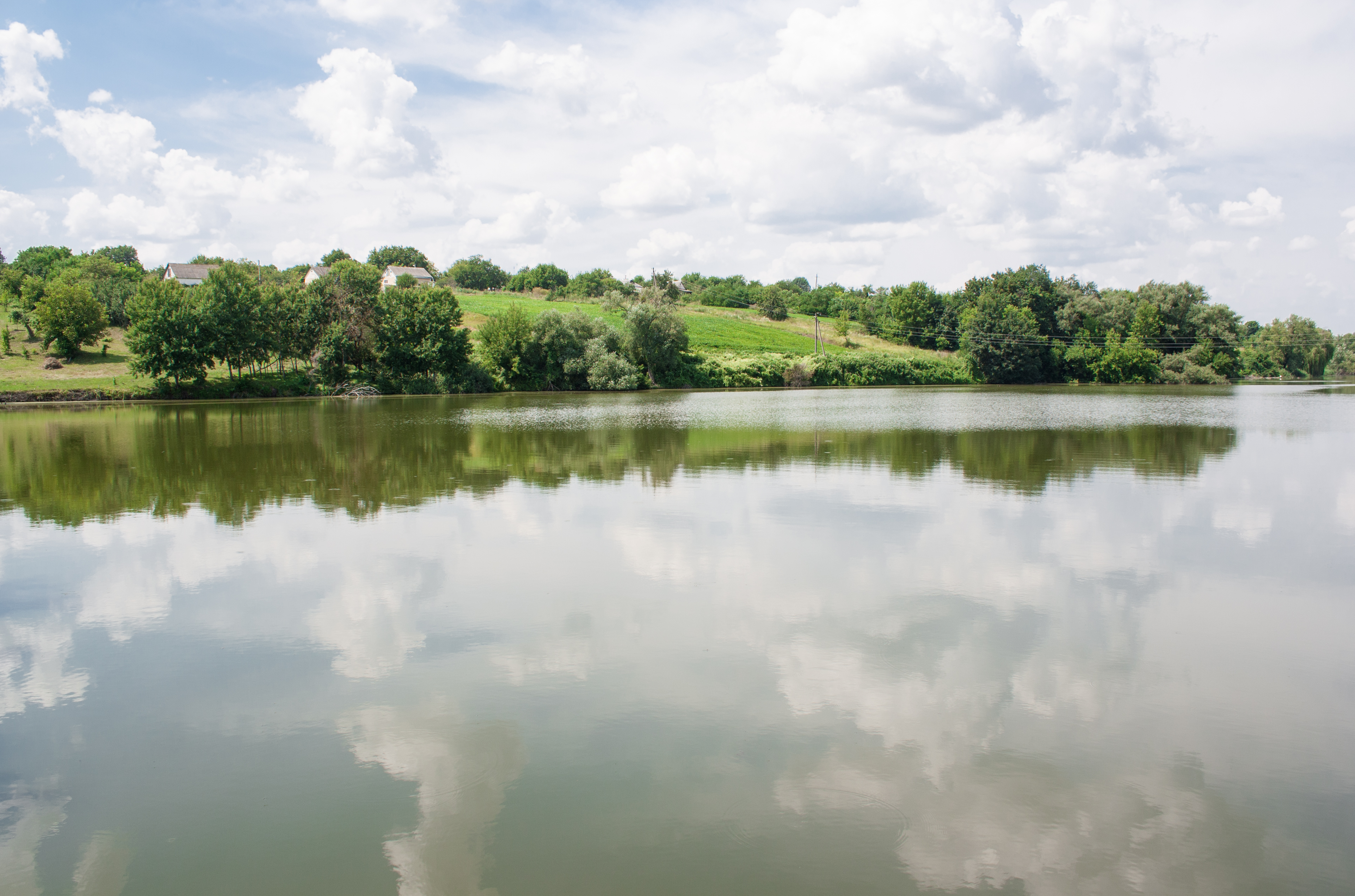
Ставок на річці Ревуха
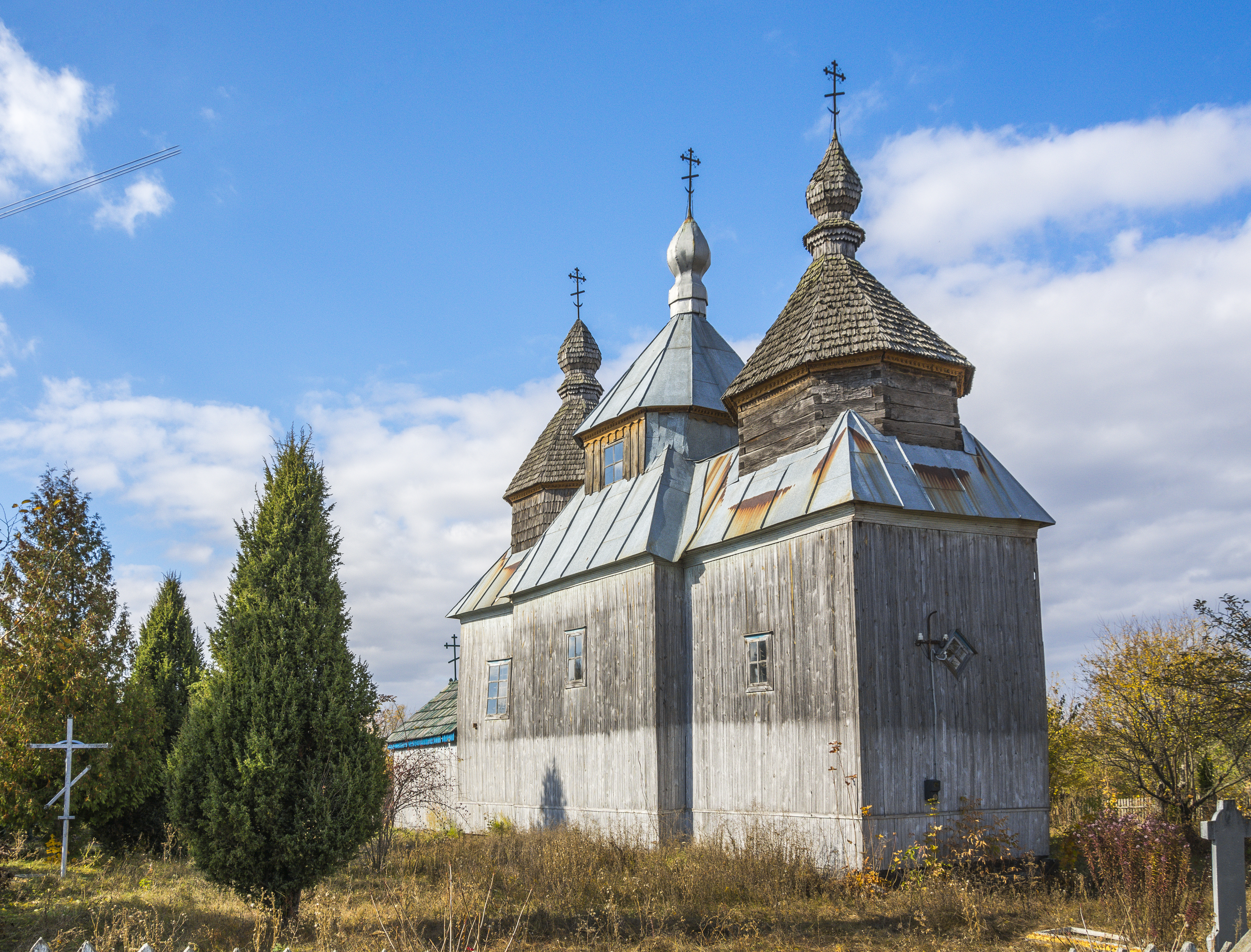
Троїцька церква (1761 р.)
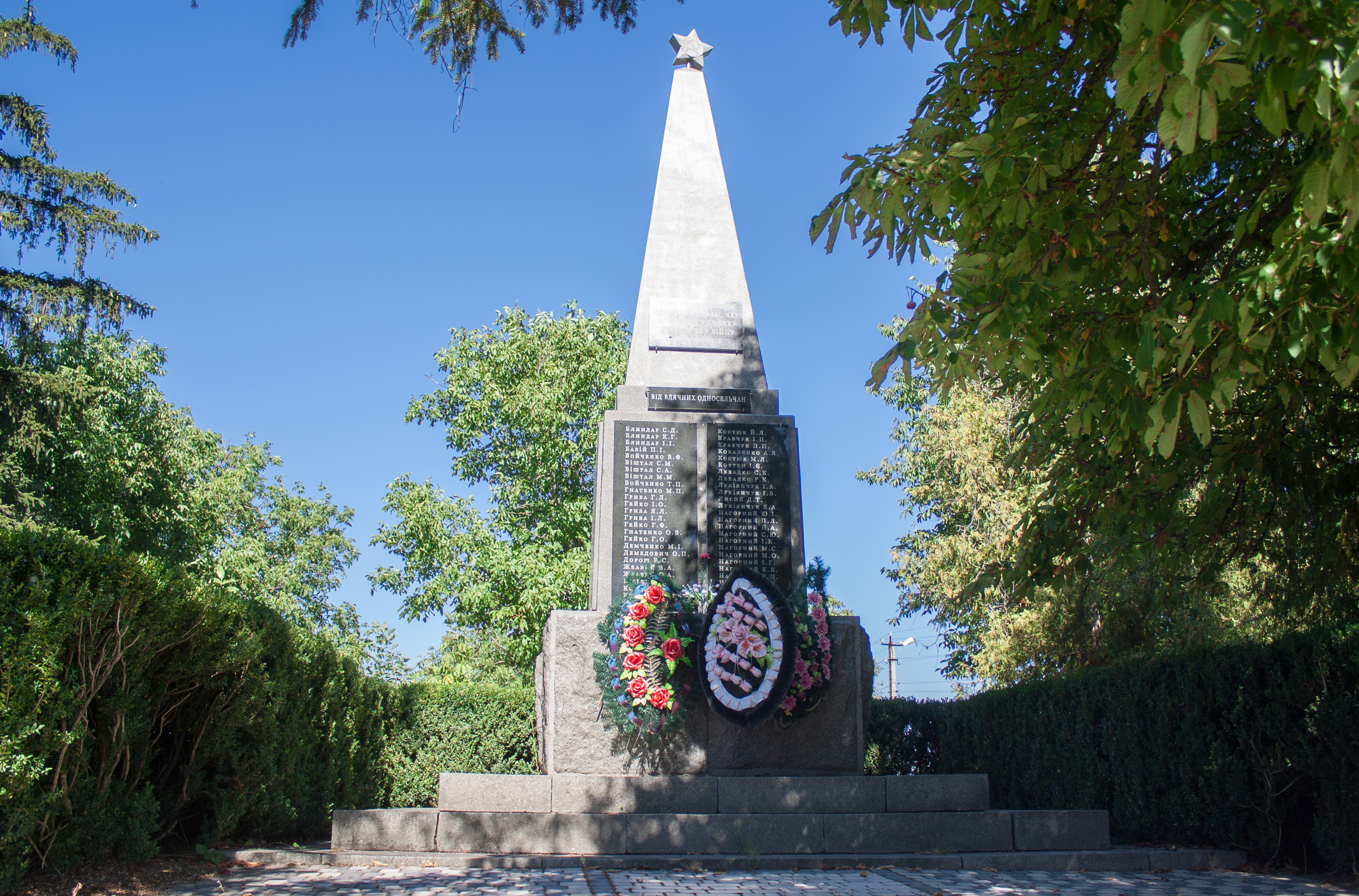
Пам'ятник воїнам-односельцям
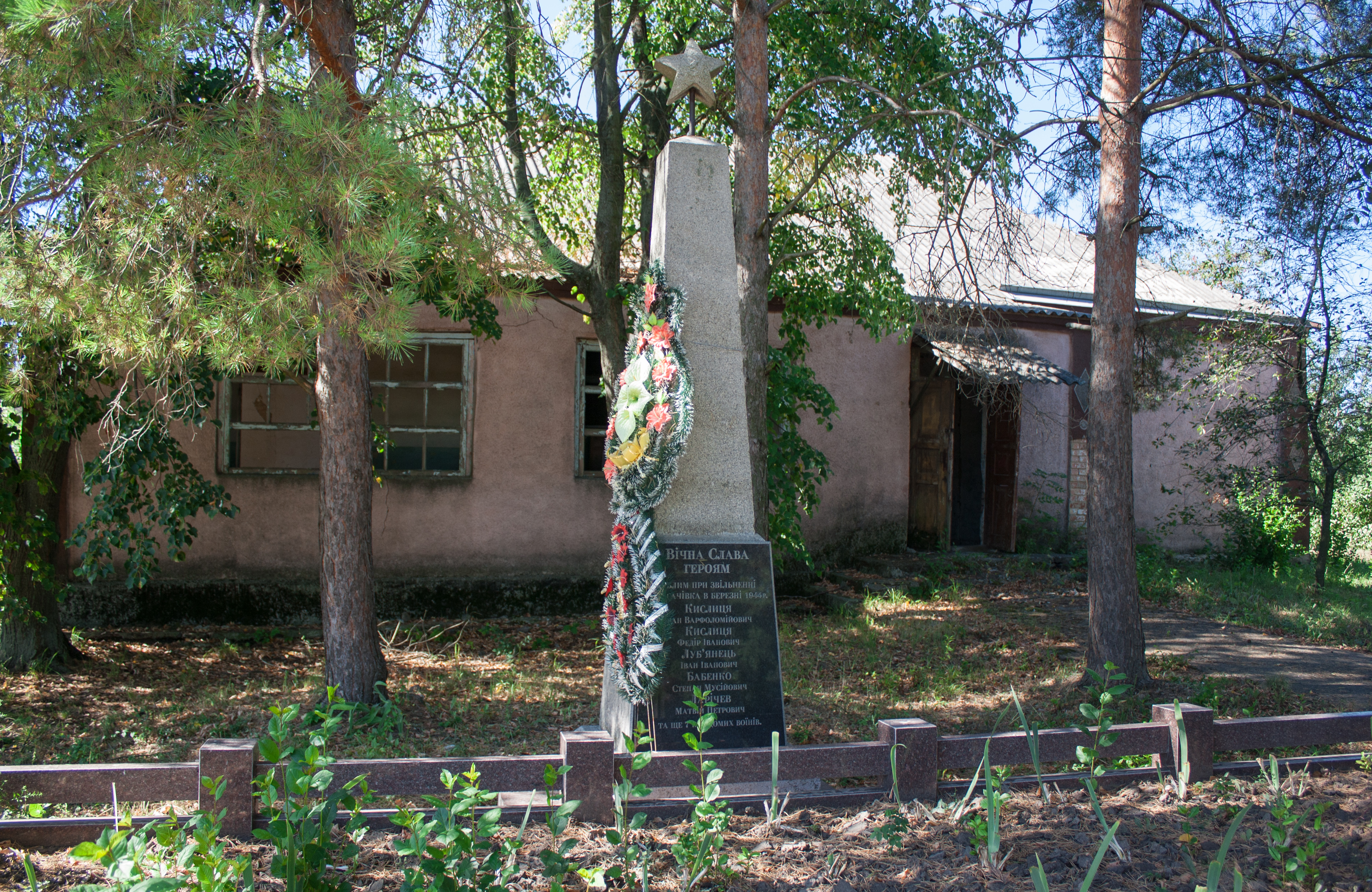
Братська могила радянських воїнів